# Aeroporto di Podgorica
L'Aeroporto di Podgorica (in montenegrino: Аеродром Подгорица / Aerodrom Podgorica) (ICAO : LYPG - IATA : TGD) è un aeroporto situato a 10 km a sud della capitale montenegrina Podgorica. Fu aperto nel 1961 ed è il principale hub per Air Montenegro.

## Storia
Il 26 maggio 1928 un Potez 29/2 dell'Aeroput atterrò su una pista in erba in un piccolo campo di volo situato vicino all'attuale stazione ferroviaria della città. L'aereo operava su una linea sperimentale Belgrado-Skopje-Podgorica-Mostar-Sarajevo-Belgrado, organizzata per determinare la fattibilità di un collegamento aereo tra Belgrado e la Jugoslavia meridionale. Il 5 maggio 1930 iniziò il servizio di linea passeggeri Belgrado-Sarajevo-Podgorica. Su questa linea Aeroput utilizzò aerei Farman F.300.
Nel 1943 e nel 1944, il campo d'aviazione fu utilizzato dalla Luftwaffe nel Montenegro, diventando così un obiettivo primario nel bombardamento di Podgorica. Nel secondo dopoguerra il servizio passeggeri riprese l'8 aprile con i voli della neocostituita JAT.
L'attuale aeroporto venne attivato nel 1961. Fu ampliato nel 1977. Il 23 aprile 2003 la proprietà dello scalo è stata trasferita da JAT Airways ad Airports of Montenegro, una società pubblica di proprietà del governo montenegrino.
Nel 2006 è stata effettuata un'importante opera di ampliamento di alcune parte dell'aeroporto, come il rifacimento e l'ampliamento del piazzale e il miglioramento del sistema delle vie di rullaggio, l'illuminazione del campo di volo e l'alimentazione elettrica. Il 14 maggio 2006 è stato inaugurato un terminal passeggeri completamente nuovo, mentre il vecchio terminal passeggeri è stato ricostruito e rinnovato nel 2009.

## Terminal
Il 14 maggio del 2006 è stato inaugurato il nuovo terminal capace di gestire fino ad un milione di passeggeri. Il terminal, di 5,500 m², ha otto uscite dedicate agli imbarchi e due per gli arrivi. Il vecchio terminal è stato ristrutturato nel settembre del 2009 ed è usato per la sala VIP, uffici amministrativi e per l'aviazione generale.